# Mijaíl Ivánchenko
Mijaíl Ivánchenko –en ruso, Михаил Иванченко– (11 de octubre de 1977) es un deportista ruso que compitió en lucha grecorromana. Ganó tres medallas en el Campeonato Europeo de Lucha entre los años 2001 y 2007.

## Palmarés internacional
| Campeonato Europeo | Campeonato Europeo | Campeonato Europeo | Campeonato Europeo |
| Año                | Lugar              | Medalla            | Categoría          |
| ------------------ | ------------------ | ------------------ | ------------------ |
| 2001               | Estambul (Turquía) | Medalla de plata   | 69 kg              |
| 2004               | Haparanda (Suecia) | Medalla de oro     | 74 kg              |
| 2007               | Sofía (Bulgaria)   | Medalla de bronce  | 74 kg              |